# Muhalhil
Adí ibn Rabía, közismert ragadványnevén al-Muhalhil (meghalt 531 körül) a dzsáhilijja korának egyik arab költője volt. Nevéhez kötik a kaszída műfajának megteremtését.
Imru l-Kajsz, a híres költő anyai nagybátyja volt, a keresztény Taglib törzshöz tartozott. A hagyomány szerint az első kaszídában fivére, Kulajb halálát énekelte meg, aki a Bakr és a Taglib törzsek között hosszú ideje zajló ún. Baszúsz háborúja egyik vérbosszúja során vesztette életét. Verse fennmaradt.

## Fordítás
Ez a szócikk részben vagy egészben  az   Abu Layla al-Muhalhel című angol Wikipédia-szócikk ezen változatának fordításán alapul.  Az eredeti cikk szerkesztőit annak laptörténete sorolja fel. Ez a jelzés csupán a megfogalmazás eredetét és a szerzői jogokat jelzi, nem szolgál a cikkben szereplő információk forrásmegjelöléseként.